# Bethany (Oregón)
Bethany es un lugar designado por el censo ubicado en el condado de Washington en el estado estadounidense de Oregón. En el año 2010 tenía una población de 20.646 habitantes.

## Geografía
Bethany se encuentra ubicado en las coordenadas 45°33′42.48″N 122°50′20.08″O / 45.5618000, -122.8389111.